# مريمين (حمص)
مريمين، قرية تقع في وسط سوريا. أصبحت إداريًا جزءًا من محافظة حمص في عام 2008، بعد أن كانت تابعة لمحافظة حماة سابقًا. تقع في فتحة حمص جنوب غرب حماة. تشمل المناطق القريبة عقرب ونيصاف وبعرين إلى الشمال، وكفر كمرة ومشتى الحلو إلى الغرب، وشين والشنية والقبو إلى الجنوب، وتلدو وتل دهب إلى الشرق. وفقًا للمكتب المركزي للإحصاء في سوريا، بلغ عدد سكان مريمين 4174 نسمة في تعداد عام 2004 وأغلبهم من العلويين.

## تاريخ
يُعتقد أن مريمين تقع في موقع بلدة أسسها رمسيس الثاني ملك المملكة المصرية الحديثة.

ذُكرت مريمين، أو "مريم القديمة"، من قبل بليني الأكبر وفي القوائم الرومانية المتأخرة. من المحتمل أنها كانت بمثابة عاصمة قبيلة مريمنيتاي، على الرغم من بقاء القليل من الوثائق الخاصة بالمستوطنة الرومانية. لا تزال الكنيسة الكاثوليكية الرومانية تعترف بـ "أسقف مريم".

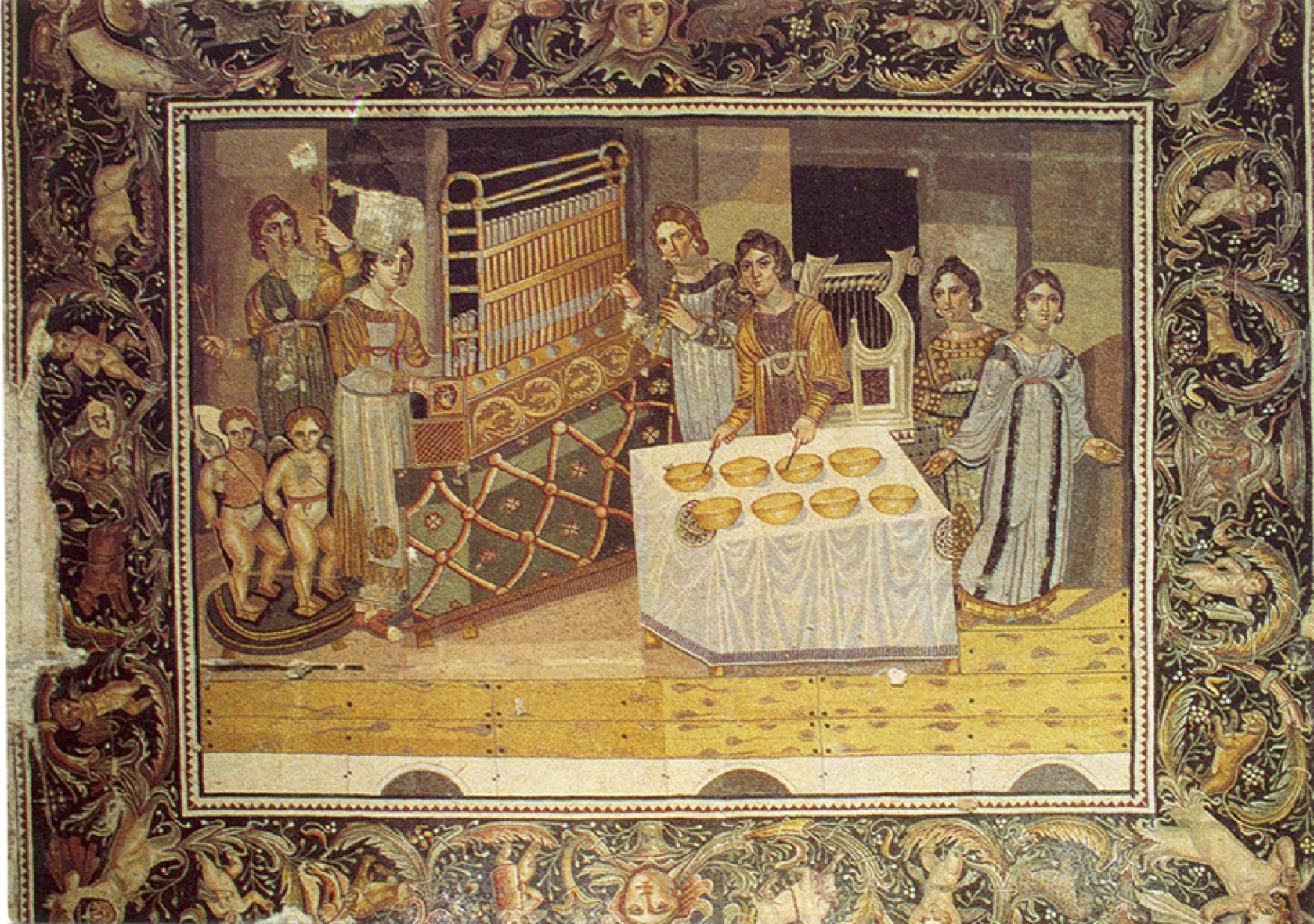
فسيفساء الموسيقيات من القرن السادس الميلادي

تم اكتشاف فسيفساء مهمة من أواخر القرن الرابع من العصر البيزنطي في أنقاض فيلا في مريمين عام 1960. تبلغ مساحة الفسيفساء 20 مترًا مربعًا وتصور ست موسيقيات يعزفن على الآلات الموسيقية. يعد التصوير أحد القطع الأثرية القليلة التي تعطي إشارة إلى كيفية استخدام الأرغن في العصور القديمة. الآلات الموسيقية الأخرى التي تظهر في الفسيفساء هي زوج من الصنج المتشعب، وأولوس مزدوج، وأوكسيفافي (آلة إيقاعية، تتكون هنا من ثمانية أوعية معدنية صفراء اللون يتم العزف عليها بعصاتين)، وكيثارة (نوع من القيثارة)، وصنج. الفسيفساء معروضة حاليًا في المتحف الإقليمي في حماة.
في العصر الأيوبي، وصف الجغرافي السوري ياقوت الحموي مريمين في عام 1225 بأنها "إحدى قرى حمص". وفي عام 1929، تم دمج مريمين إلى جانب قرى علوية أخرى في منطقة مصياف في الدولة العلوية بعد مفاوضات مع ملاك الأراضي المحليين وأعيد توزيع الأراضي المزروعة في هذه القرى على الفلاحين.
في أوائل الستينيات، بلغ عدد سكان مريمين 600 نسمة وكانت معروفة بزراعة العنب وتحتوي على عدد من الينابيع.
1. ↑  "نتائج التعداد العام للسكان والمنشآت 2004". المكتب المركزي للإحصاء. مؤرشف من الأصل في 2018-10-04. اطلع عليه بتاريخ 2014-06-21.
2. 1 2  Boulanger (1966), p. 453.
3. ↑  Butcher (2003), p. 110.
4. 1 2  Gavrili، Paraskevi (2011). Musical scenes of Roman daily life: from the Etruscans to the end of late Antiquity (PDF) (Thesis). University of Vienna. ص. 59–60. مؤرشف من الأصل (PDF) في 2024-01-11. اطلع عليه بتاريخ 2021-10-23.
5. 1 2  Braun (2002), p. 286.
6. ↑  Le Strange (1890), p. 503.
7. ↑  Bosworth (1989), p. 791.